# Una pericolosa ossessione
Una pericolosa ossessione è un film del 2017 diretto da Chris Sivertson.

## Trama
Sam Maddox, una ragazza problematica che al liceo è guadagnata la reputazione di essere un po' promiscua, conosce e si fidanza con Henry Sinclair, brillante studente del MIT. Tuttavia, le cose tra i due si fanno problematiche quando l'ossessione di Henry per Sam prende una brutta piega.

## Produzione
Le riprese del film si sono svolte a Tacoma, Washington.

## Distribuzione
Il film ha avuto negli Stati Uniti una distribuzione limitata il 27 giugno 2017.

## Riconoscimenti
- 2018 - Young Artist Award
  - Best Performance in a Digital TV Series or Film - Teen Actor a Connor Muhl